# 2318 Lubarsky
2318 Lubarsky eller 6521 P-L är en asteroid i huvudbältet som upptäcktes den 24 september 1960 av den nederländsk-amerikanske astronomen Tom Gehrels och det nederländska astronomparet Ingrid van Houten-Groeneveld och Cornelis Johannes van Houten vid Palomarobservatoriet. Den är uppkallad efter astronomen och människorättsaktivisten Kronid Ljubarskij.
Asteroiden har en diameter på ungefär fyra kilometer och den tillhör asteroidgruppen Flora.